# Otomys lacustris
Otomys lacustris är en gnagare i släktet egentliga öronråttor som förekommer i östra Afrika. Populationen listades en tid som synonym till Otomys anchietae men sedan 2001 godkänns den som art.
Arten blir 150 till 165 mm lång (huvud och bål), har en 90 till 110 mm lång svans och 20 till 22 mm långa öron. Pälsen på ovansidan bildas av hår som är svartbrun vid roten, rödbrun i mitten och svart vid spetsen. Ryggen har därför ett svartbrunt utseende. Vid buken är arten något ljusare. I alla framtänder förekommer en ränna. Otomys lacustris är betydlig mindre än Otomys anchietae.
Denna öronråtta förekommer i olika bergstrakter i södra Tanzania. Enstaka fynd dokumenterades även i Kenya, Malawi och Zambia. Arten vistas i regioner som ligger 1400 till 2300 meter över havet. Den lever i gräsmarker och i träskmarker.
IUCN listar Otomys lacustris på grund av den begränsade utbredningen som sårbar (VU).